# Westlicher Scheckenfalter
Der Westliche Scheckenfalter (Melitaea parthenoides ) ist ein Schmetterling (Tagfalter) aus der Familie der Edelfalter (Nymphalidae).

## Merkmale

### Falter
Die Falter erreichen eine Flügelspannweite von etwa 28 bis 34 Millimetern. Sie sind intensiv orange bis braunorange gefärbt und haben ein Muster aus schwarzen Würfelflecken und Querbinden. Das Netzmuster ist jedoch weniger dicht und auch feiner als bei anderen Scheckenfalterarten, wodurch sie sich von diesen unterscheiden. Auffällig ist auch eine besonders kräftige, schwarze Zeichnung auf der Diskalregion der Vorderflügel, während die Diskalregion der Hinterflügel nur eine schwache Zeichnung aufweist. Die Palpen sind meistens fuchsrot. Auf den Unterseiten der Hinterflügel sind abwechselnd orangegelbe und weiße Binden zu erkennen. Am Rand befinden sich weißliche Randmonde, die dann an orangegelbe Felder angrenzen.

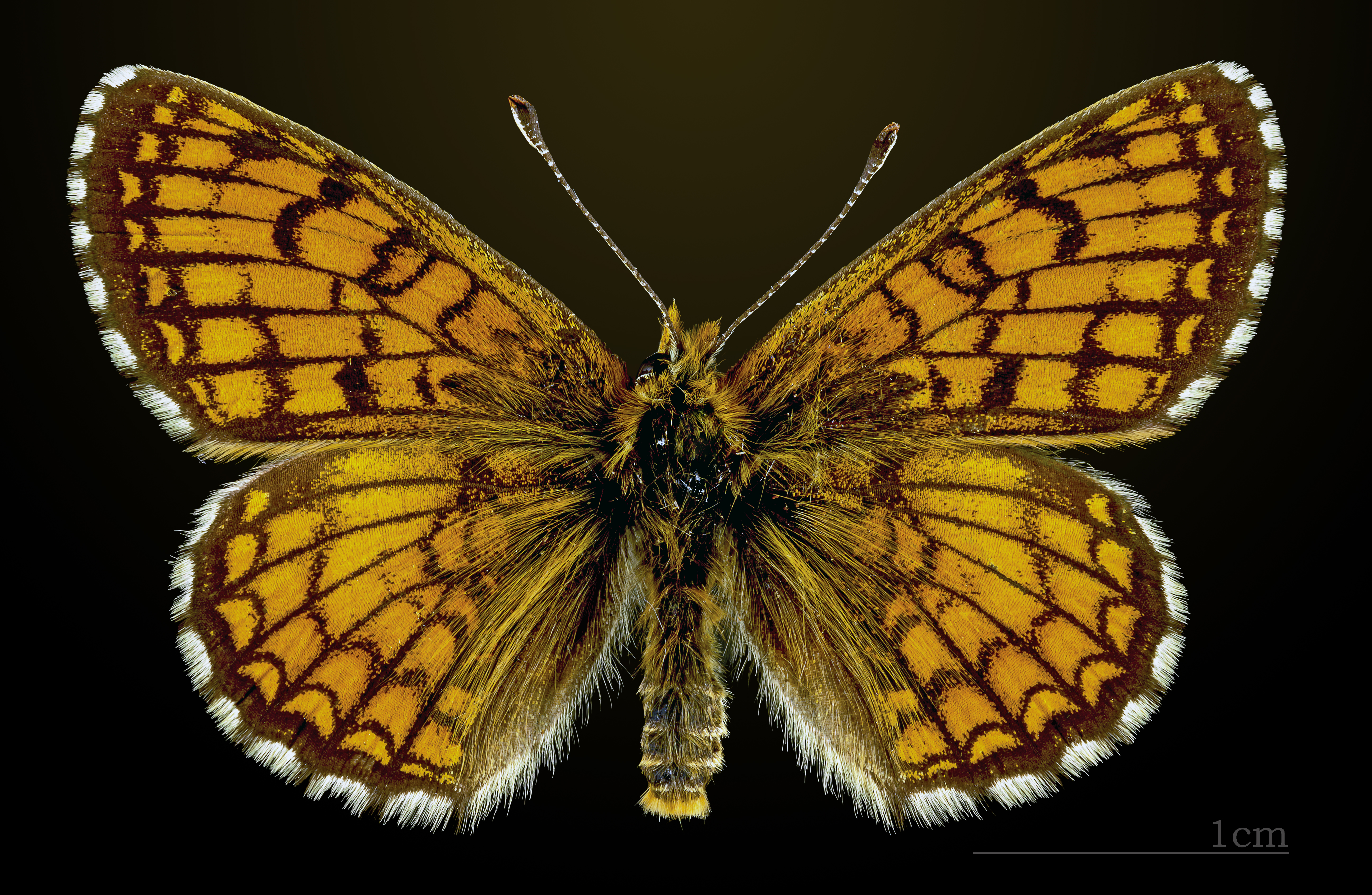
♂
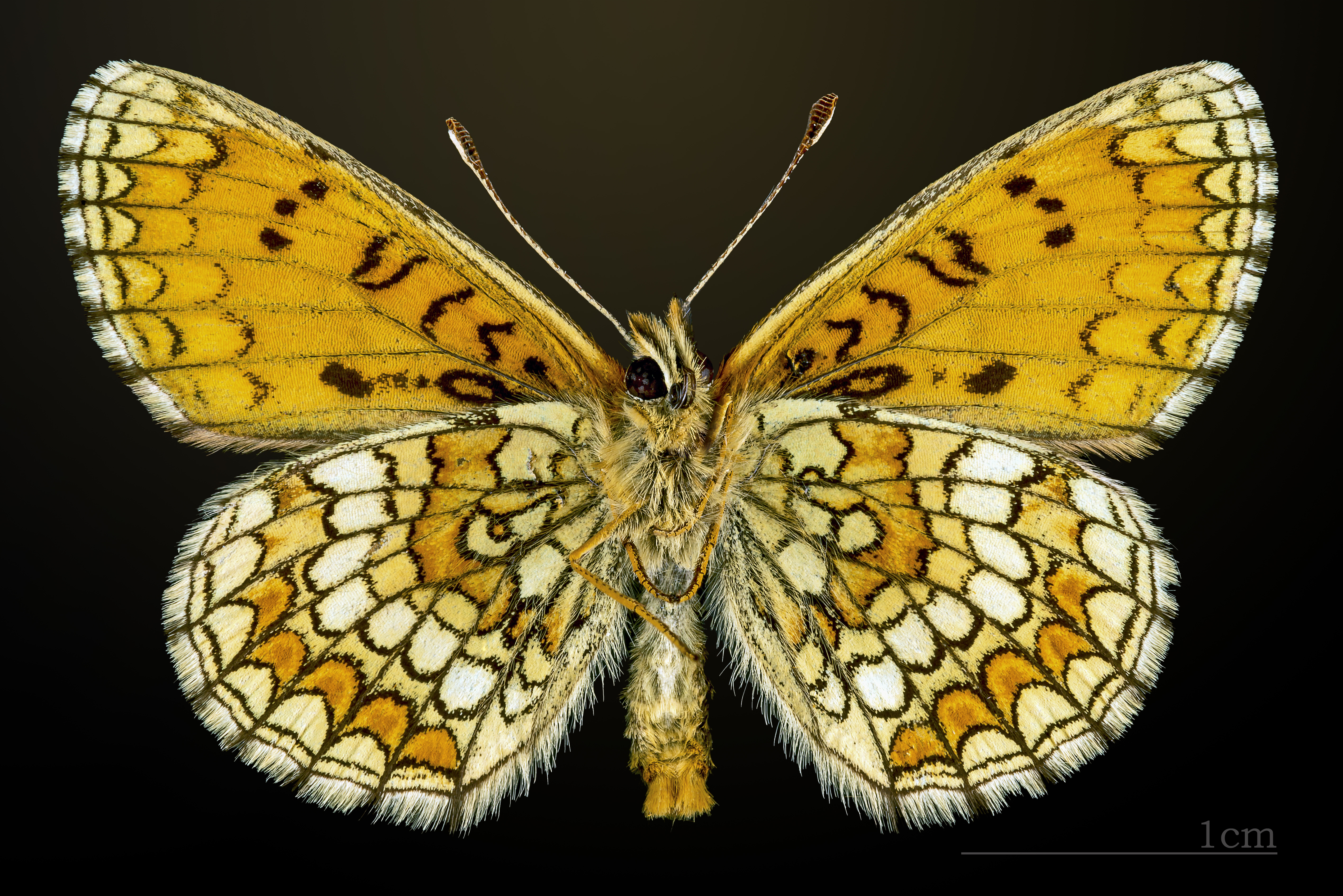
△ ♂
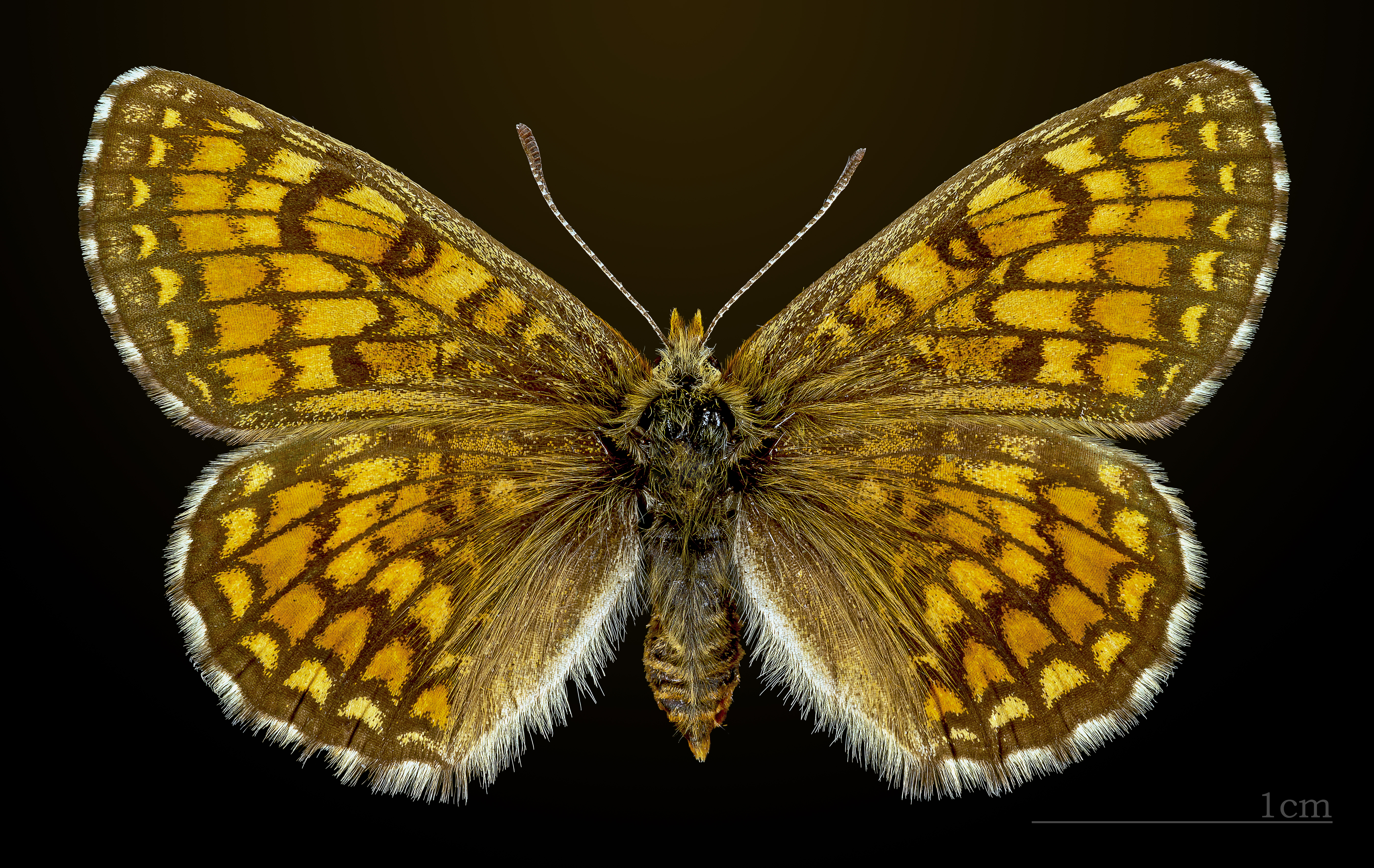
♀
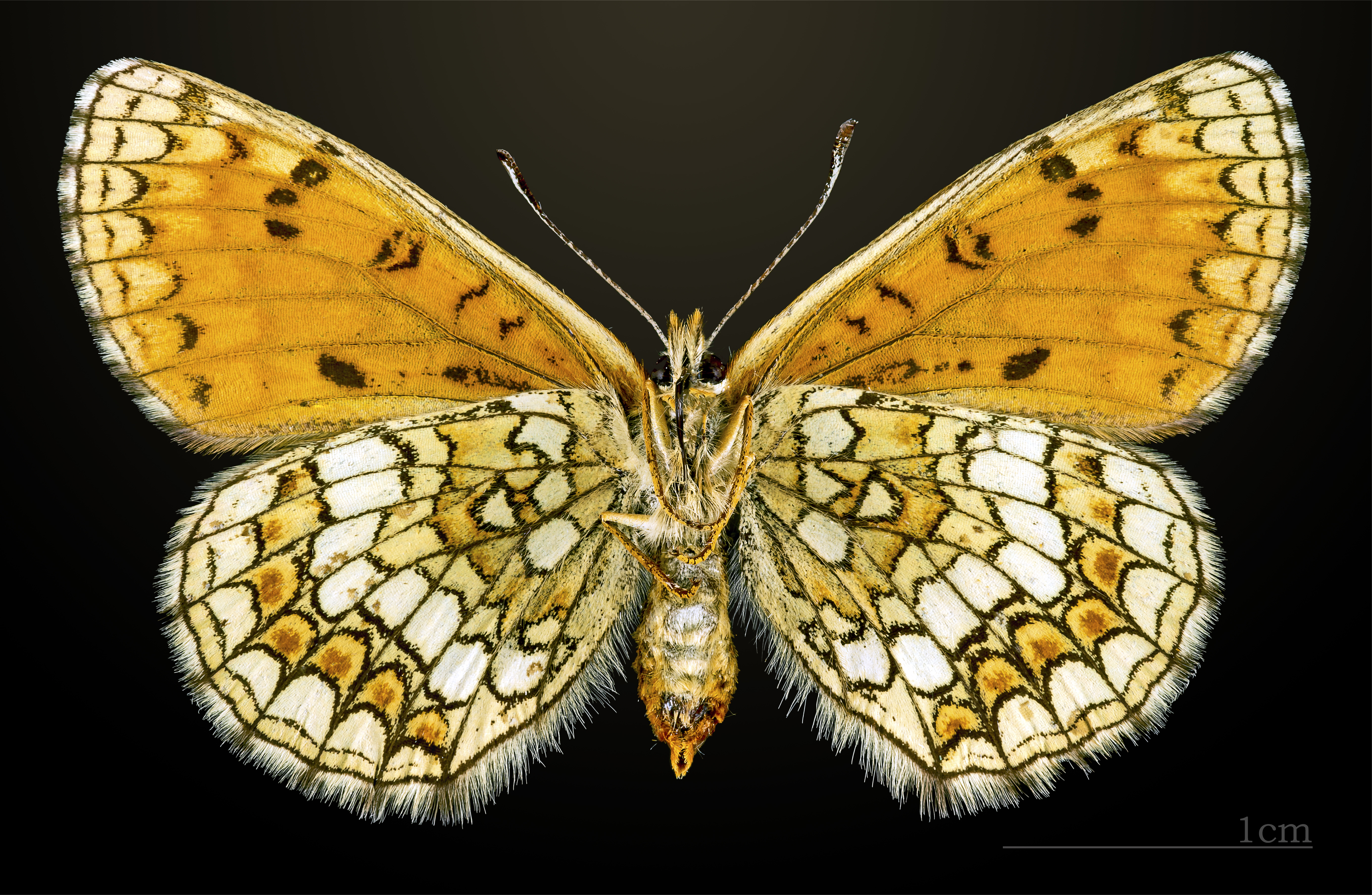
♀ △

### Ei, Raupe, Puppe
Das Ei ist rund und gelb gefärbt. Die Raupen sind plump, von schwärzlicher Farbe, haben zahlreiche kleine, weiße Punkte und viele gelbbraune oder rotbraune, dornenartige Zapfen. Bei der grau getönten Puppe zeigen sich einige sehr markante, weiße, knopfartige Erhebungen auf dem Rücken.

## Vorkommen
Der Westliche Scheckenfalter kommt in Südwesteuropa, insbesondere auf der Iberischen Halbinsel, im Südwesten Frankreichs, Teilen der italienischen Alpen sowie in Süd- und Südwestdeutschland und einigen Regionen der Schweiz vor. Die Art ist sowohl auf trockenen, kurzgrasigen, blütenreichen Bergwiesen und Hängen als auch auf Feuchtwiesen zu finden.

## Lebensweise
Die Falter fliegen in trockenen, klimatisch günstigen Gebieten in zwei Generationen im Mai und Juni bzw. im August und September. In höheren Lagen erscheint nur eine Generation im Juni und Juli. Normalerweise legen die Weibchen die Eier in größeren Gruppen auf der Unterseite der Futterpflanze ab. Die Raupen leben zu Beginn gesellig und überwintern in einem Gespinst aus dürren Blättern, danach sind sie einzeln anzutreffen. Sie ernähren sich von verschiedenen Wegericharten (Plantago), in der Hauptsache von Spitzwegerich (Plantago lanceolata).

## Gefährdung
Die Art kommt in einigen Gebieten Süd- und Südwestdeutschlands vor und wird auf der Roten Liste gefährdeter Arten in Kategorie 2 (stark gefährdet) geführt.